# Système 32
Ne doit pas être confondu avec System 32.

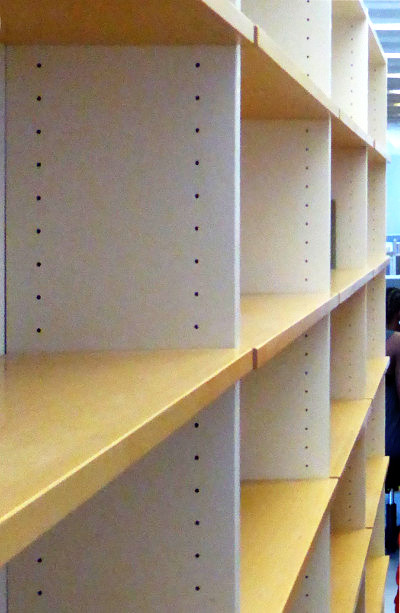
Système 32 sur une étagère murale.

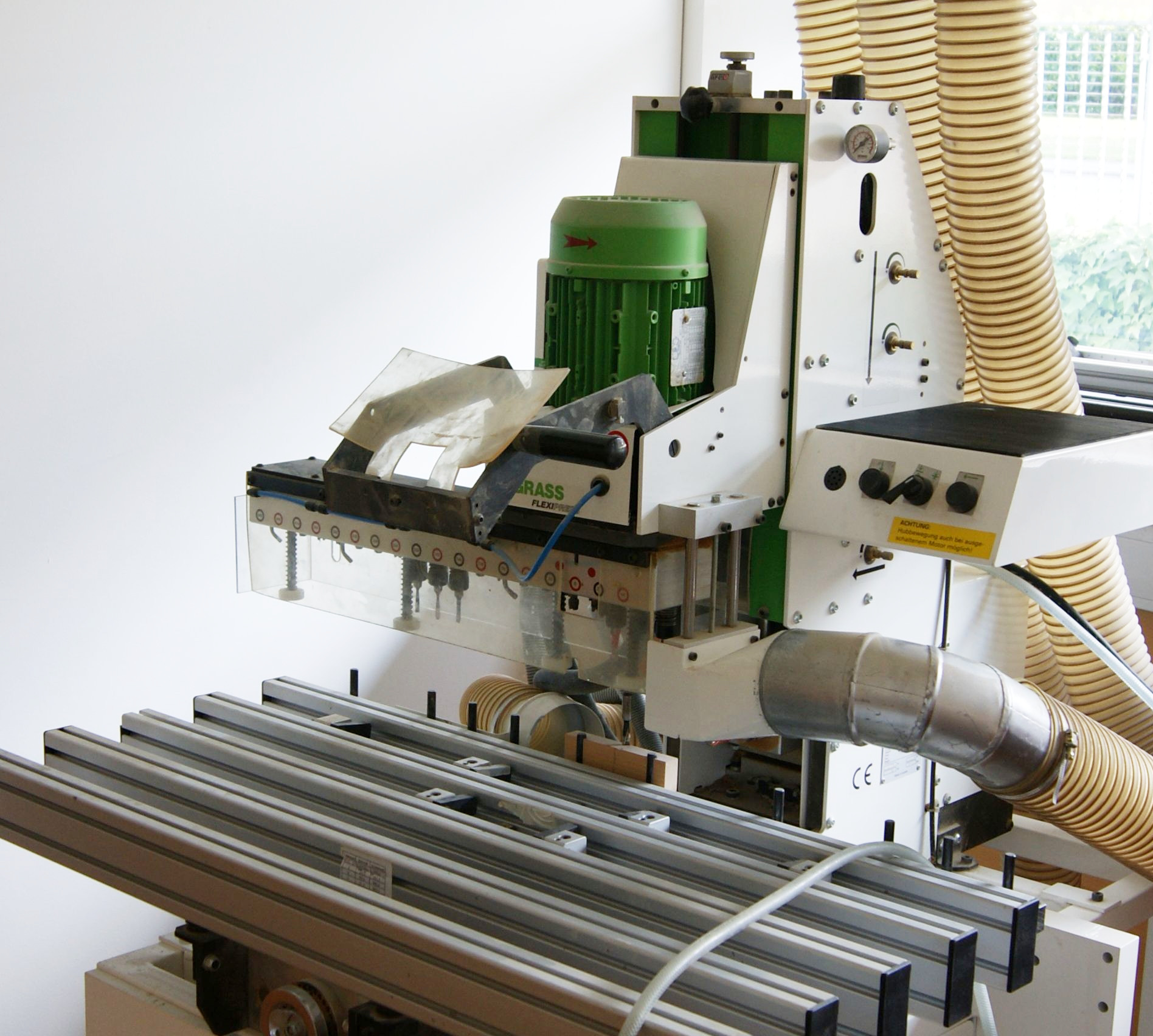
Perçeuse avec une capacité de perçage de 18 trous simultanés.

Le système 32 est un principe de fabrication de meubles. Il a été créé à l'initiative des fabricants de quincaillerie. La méthode du système 32 est largement utilisée à l’échelle mondiale. Il est nommé ainsi du fait que les trous sont espacés de 32 mm.

## Histoire
On prétend que le système a été mis au point après la fin de la Seconde Guerre mondiale pour accélérer la reconstruction du grand nombre de bâtiments détruits pendant la guerre.

## Principe
La distance de perçage entre deux trous est de 32 mm. La première rangée de trou est décalée de 37 mm du bord avant de la pièce. Les diamètres de perçage sont de 5 ou 8 mm en fonction des quincailleries utilisées. La régularité des perçages permet une interchangeabilité des composants. Différents éléments de quincaillerie suivent ce système :
- Ferrure d'assemblage excentrique ;
- Taquet d'étagère ;
- Charnière ;
- Support de tube de penderie ;
- Vis de fixation ;
- Coulisse de tiroir ;
- Compas d'abattant ;
- Équerre d'assemblage[2].

## Définition de la cotation du meuble
Le nombre exact de trous suivant la dimension des pièces est définis grâce à un tableau de correspondance. La ligne supérieure indique le nombre de trou en unité et la ligne de gauche indique le nombre de trou en dizaine. Le croisement entre la ligne et la colonne indique la cote maximale. Un calcul est ensuite nécessaire pour calculer la cote précise.
| Unité   | 0    | 1    | 2    | 3    | 4    | 5    | 6    | 7    | 8    | 9    |
| ------- | ---- | ---- | ---- | ---- | ---- | ---- | ---- | ---- | ---- | ---- |
| Dizaine |      |      |      |      |      |      |      |      |      |      |
| 0       | 0    | 32   | 64   | 96   | 128  | 160  | 192  | 224  | 256  | 288  |
| 1       | 320  | 352  | 384  | 416  | 448  | 480  | 512  | 544  | 576  | 608  |
| 2       | 640  | 672  | 704  | 736  | 768  | 800  | 832  | 864  | 896  | 928  |
| 3       | 960  | 992  | 1024 | 1056 | 1088 | 1120 | 1152 | 1184 | 1216 | 1248 |
| 4       | 1280 | 1312 | 1344 | 1376 | 1408 | 1440 | 1472 | 1504 | 1536 | 1568 |
| 5       | 1600 | 1632 | 1664 | 1696 | 1728 | 1760 | 1792 | 1824 | 1856 | 1888 |
| 6       | 1920 | 1952 | 1984 | 2016 | 2048 | 2080 | 2112 | 2144 | 2176 | 2208 |
| 7       | 2240 | 2272 | 2304 | 2336 | 2368 | 2400 | 2432 | 2464 | 2496 | 2528 |
| 8       | 2560 | 2592 | 2624 | 2656 | 2688 | 2720 | 2752 | 2784 | 2816 | 2848 |
| 9       | 2880 | 2912 | 2944 | 2976 | 3008 | 3040 | 3072 | 3104 | 3136 | 3168 |

### Exemple
La hauteur (h) souhaitée pour une armoire avec des panneaux d'épaisseur 19 MM est d'environ 2000 MM et la largeur (l) souhaitée est d'environ 600 MM :
- La cote maximale de h choisie dans le tableau est de 1984 MM (soit 26 trous). La hauteur de l'armoire est donc de 1984 + 2 x 9,5 = 2003 MM ;
- La cote maximale de l choisie dans le tableau est de 512 MM. La largeur de l'armoire est donc de 512 + 2 x 37 = 586 MM[3].